# 泰國長小蠹
泰國長小蠹（学名：Platypus beaveri）为長小蠹蟲科長小蠹屬下的一个种。